# Karl-Otto Stöhr
Karl-Otto Stöhr (Koblenz, 9 de maio de 1942) é um matemático alemão que trabalha em geometria algébrica. É pesquisador titular do IMPA.
Stöhr é membro titular da Academia Brasileira de Ciências e foi agraciado com a Ordem Nacional do Mérito Científico. Também é membro da Academia Europeia de Ciências.
Obteve seu doutorado na Universidade de Bonn em 1967 sob a orientação de Wolfgang Krull e Jacques Tits.
Arnaldo Garcia foi um de seus alunos.

## Artigos selecionados
- Com J. F. Voloch: "Weierstrass points and curves over finite fields" (1986)
- "On the poles of regular differentials of singular curves" (1993)